# Diamond Dogs (film)
Diamond Dogs är en kanadensisk-kinesisk film från 2007 i regi av Shimon Dotan.

## Handling
En grupp amerikanska lyckosökare reser till Kina för att leta en försvunnen skatt i de mongoliska bergen. De hyr in Ranson som guide och påbörjar turen som kommer påverka deras liv för alltid. De är inre ensamma i sitt letande, även en grupp ryssar vill lägga beslag på skatten som dessutom skyddas av något mycket mer olycksbådande, något som inte ens Ranson kunnat föreställa sig.

## Om filmen
Filmen spelades in i Hohhot i Inre Mongoliet och hade världspremiär i Tyskland den 31 augusti 2007. Filmen har inte visats på bio utan släpptes på DVD.

## Rollista
- Dolph Lundgren – Xander Ronson
- Nan Yu – Anika
- Xue Zuren – Ang Shaw
- William Shriver – Chambers
- Raicho Vasilev – Zhukov
- NuoMing Huari – Sonia

### Webbkällor
- Diamond Dogs på Internet Movie Database (engelska)